# فوز الزوف
فوز الزوف (به عربی: الفوز الزوف) یک روستا در سوریه است که در ناحیه الجانودیه واقع شده‌است. فوز الزوف ۷۴۳ نفر جمعیت دارد.